# Ficus tsjakela
Ficus tsjakela är en mullbärsväxtart som beskrevs av Nicolaas Laurens Nicolaus Laurent Burman. Ficus tsjakela ingår i släktet fikonsläktet, och familjen mullbärsväxter. Inga underarter finns listade i Catalogue of Life.

## Bildgalleri

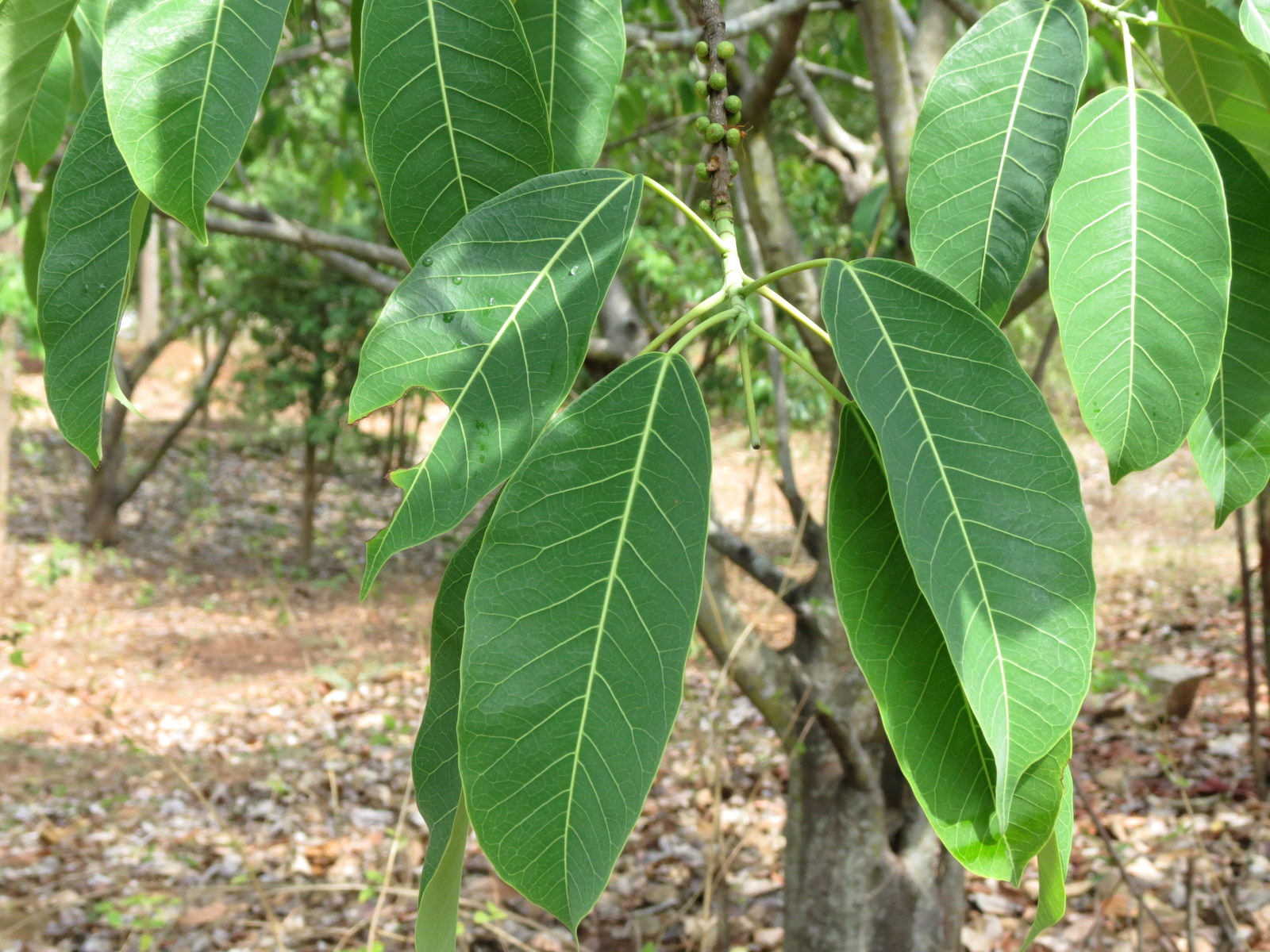
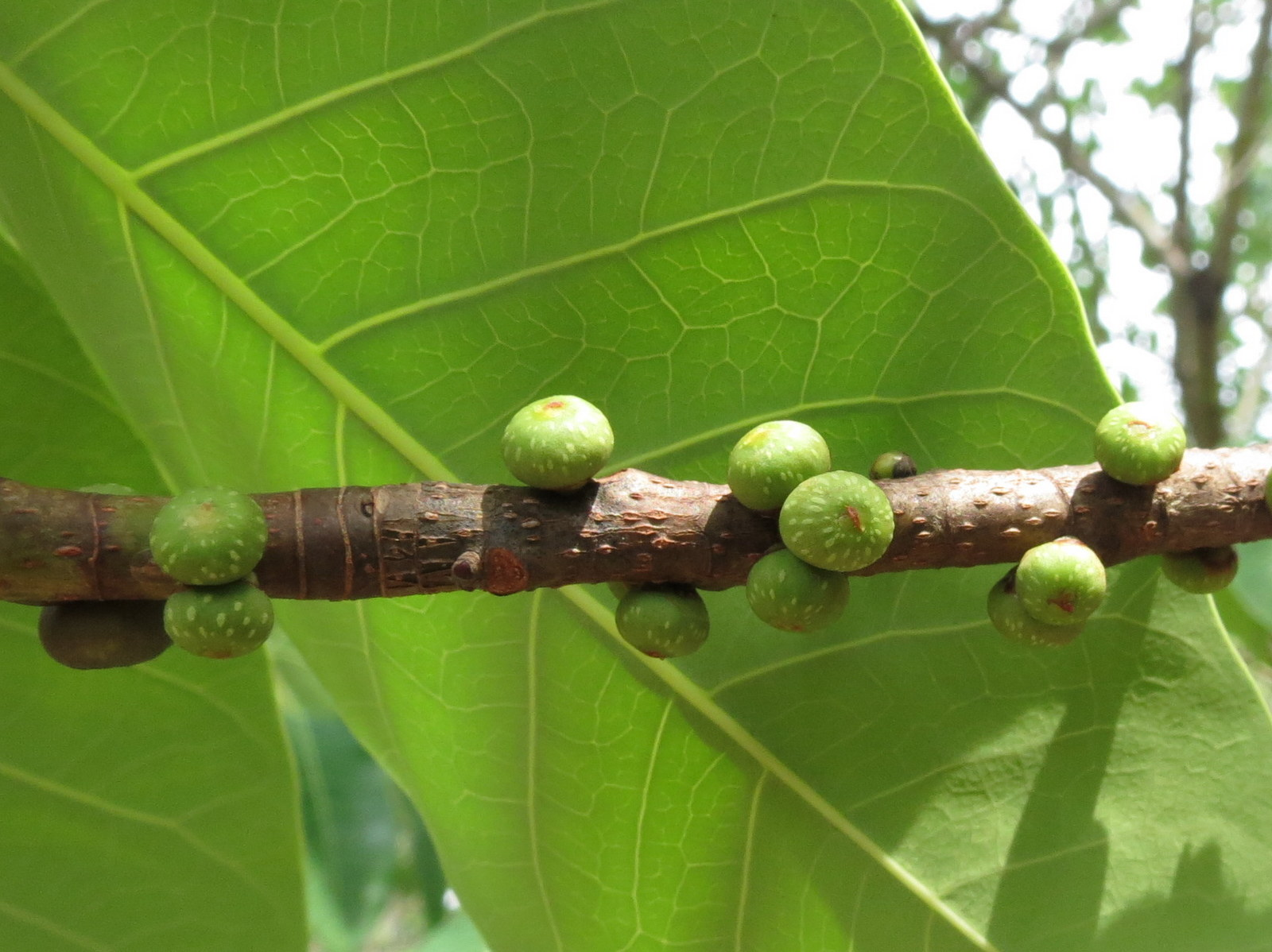
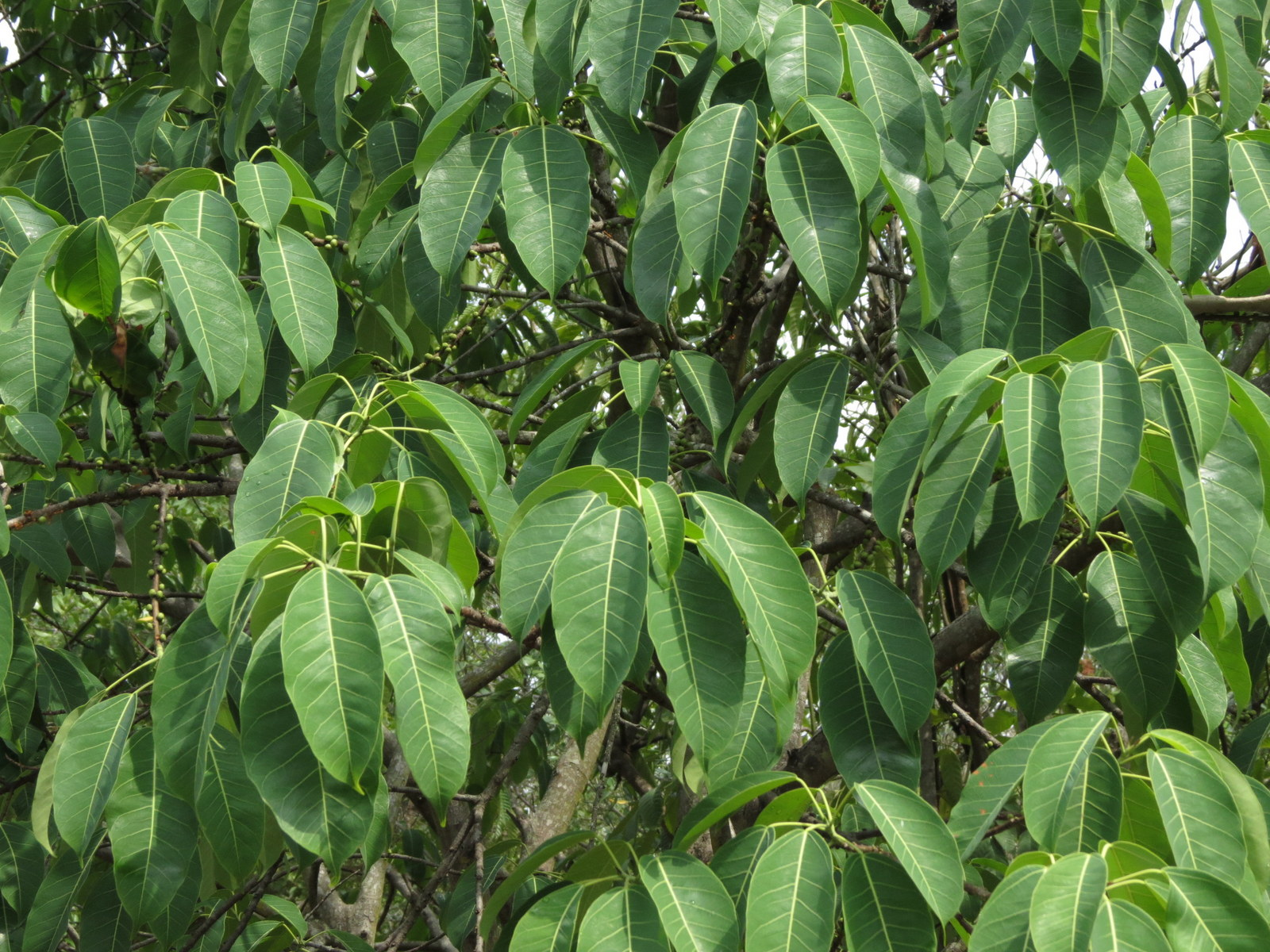
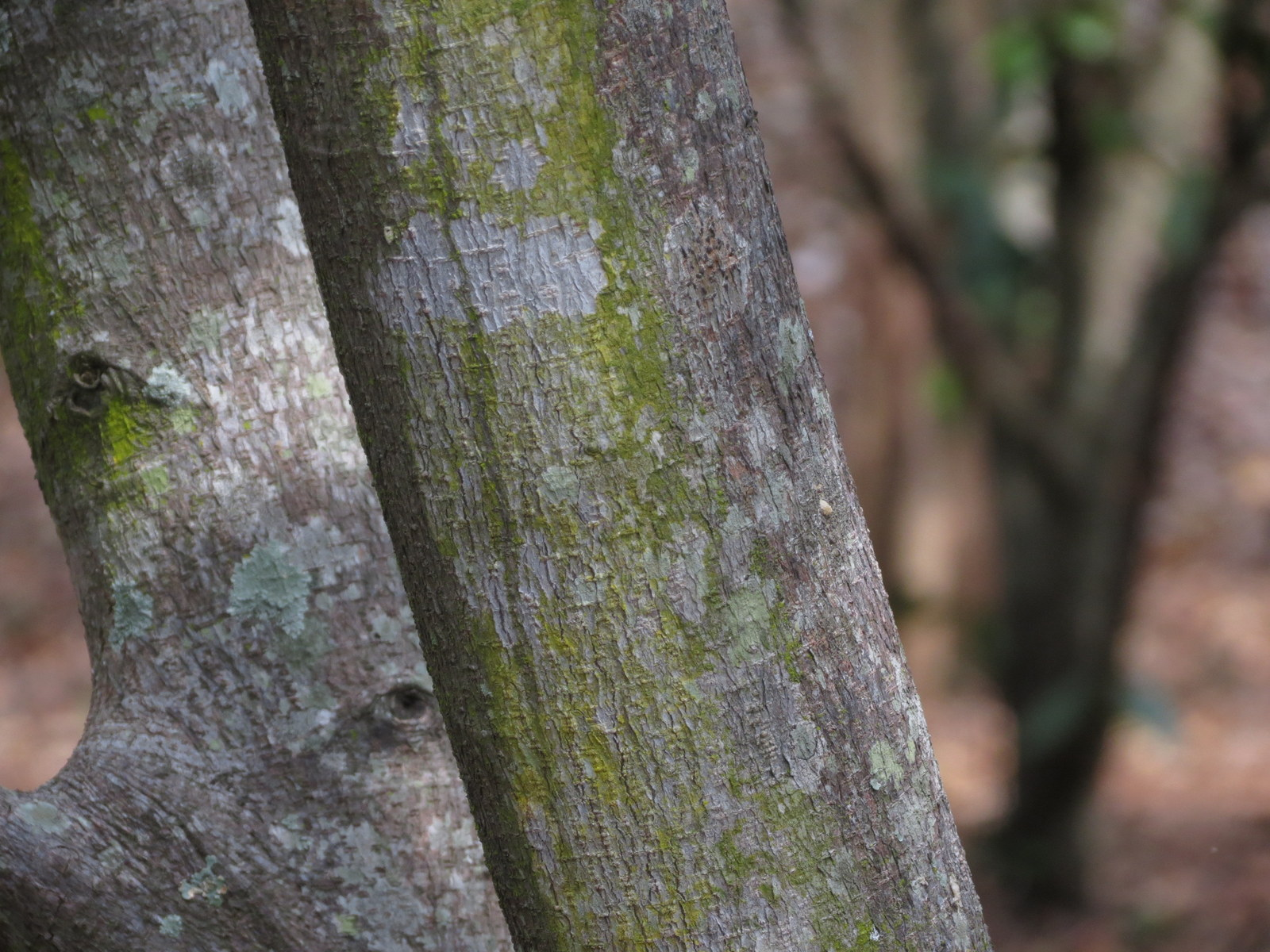
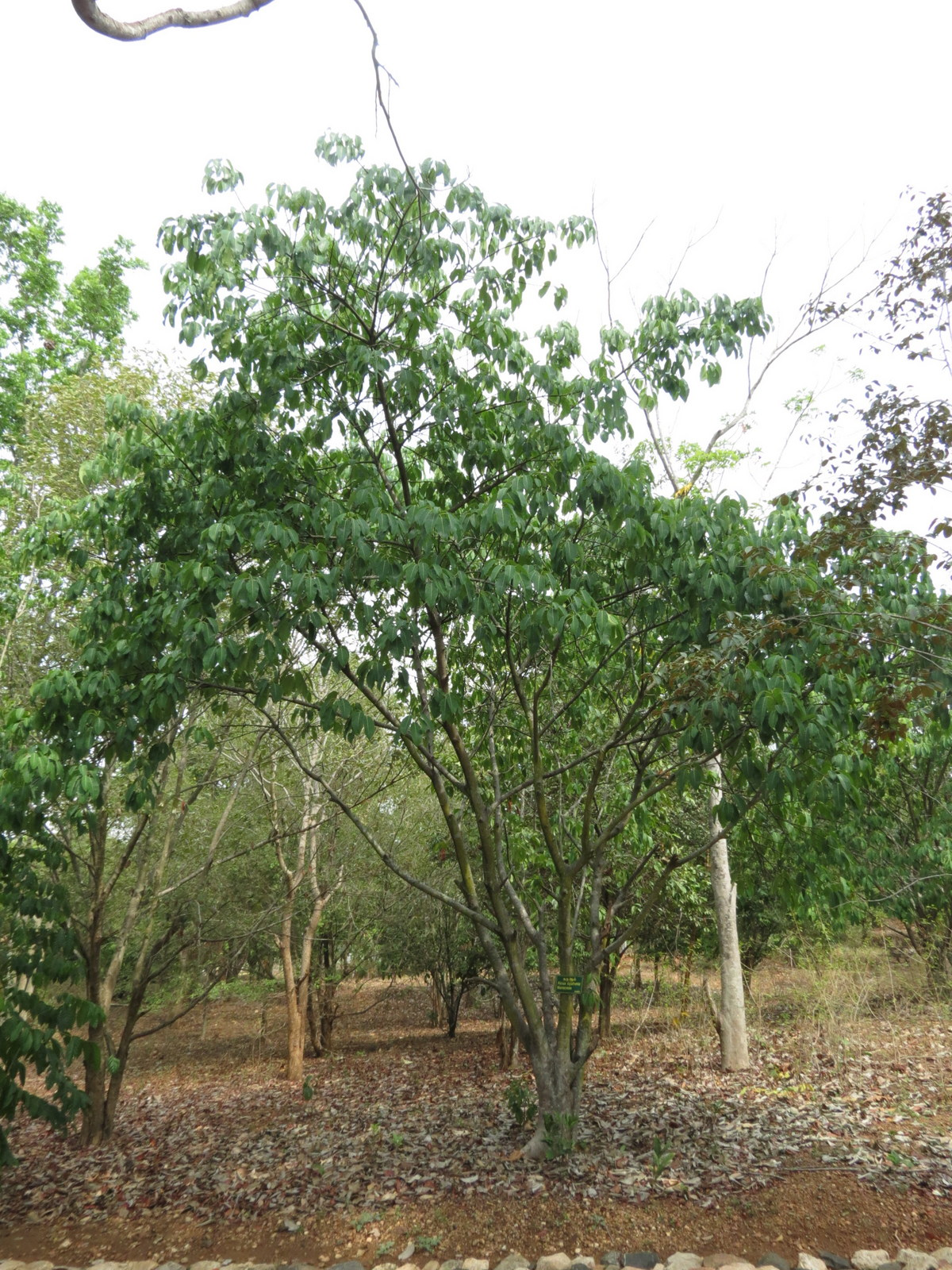